# Pearlmans Katalysator
Pearlmans Katalysator (engl. Pearlman's Catalyst) ist ein Hydrierkatalysator, genauer ein auf Aktivkohle aufgetragenes Palladiumhydroxid. Erstmals hergestellt wurde das Kompositmaterial 1967 von Wiliam M. Pearlman.

## Synthese und Struktur
Die 1967 publizierte Synthese geht von Palladium(II)-chlorid und Aktivkohle in Wasser aus, die mit Lithiumhydroxid-Lösung versetzt werden. Nach einem Filter-, Wasch- und Trockenprozess wird der Katalysator erhalten.
Das so hergestellte Material wird häufig mit der Summenformel Pd(OH)2/C beschrieben. Es konnte allerdings gezeigt werden, dass es sich um eine Core-Shell-Struktur von C/PdO/OH/H2O handelt. Außerdem liegt neben dem Pd(II) auch reduziertes Pd(0) in geringen Mengen vor.

## Verwendung
Pearlmans Katalysator kann für Hydrierungsreaktion sowie für Arylierungen und Debenzylierungen verwendet werden. Außerdem zeigt er sich aktiv in Palladium-katalysierten Kreuzkupplungen wie Sonogashira-, Suzuki- und Fukuyama-Kupplungen.